# Політичні партії в Сполучених Штатах Америки
Політична партія сила в США відноситься до рівня представництва різних політичних партій у США у кожному штаті виборну посаду запропонувати законодавцям державну і в США, Конгрес і обрання керівників держави (США губернатор штату) і національних (президент США) рівні.

## Історія
Протягом більшої частини 20-го століття, хоча Республіканська і Демократична партії чергувалися у влади на національному рівні, деякі держави настільки гнітюче домінує одна партія, що номінації, як правило, рівносильно виборів. Це було особливо вірно в суцільний Південній, де Демократична партія домінувала протягом більшої частини століття, з моменту закінчення реконструкції в кінці 1870-х років, у період перебування Джим Кроу закони в 1960-х роках. Навпаки, у Новій Англії, Штатів Вермонт, Мені Нью-Гемпшир були домінує Республіканська партія, як і деякі Середньозахідна Штатів, як Айова і Північна Дакота.
Проте в 1970-х і 1980-х років все більш консервативної Республіканської партії поступово обігнали демократів на південно-сході. Підтримка демократів у колись міцний Півдні були втрачені під час великих культурних, політичних та економічних потрясінь, які оточували 1960-х років. В 1990-е роки, Республіканської партії завершили перехід на південно-сході домінуючої політичної партії, незважаючи на, як правило, мають менше учасників через поширеність республіканського голосування поколінь демократів. У Новій Англії, протилежна тенденція мала місце; колишній республіканський фортеці Мен і Вермонт став рішуче Демократична, як це робили раніше республіканські райони Нью-Джерсі, Нью-Йорк і Коннектикут.
В даний час більшість від загального числа місць у законодавчих зборах Штатів було перемикання між двома сторонами кожні кілька років. Як у США губернаторських виборах 2010 року, Республіканська партія має абсолютну більшість з приблизно 440 з 3,890 місць (53% від загального обсягу) порівняно з Демократичної партії кількість 3,450 (47% від загального числа) місць, обраних на Партизанському голосування. З 7,382 місць у законодавчих зборах Штатів суміщений, індивідуалки і третім особам складають всього 16 чоловік, не рахуючи 49 членів Небраску законодавчий орган, який є єдиним законодавчим органом в країні, щоб провести безпартійні вибори, щоб визначити її членів. За результатами виборів у 2010 році, республіканці взяли під контроль ще 19 державних законодавчих палат, даючи їм більшість контроль над обома палатами в 25 держав проти демократів більшості контроль над обома палатами в тільки 16 держав, з 8 державами, спліт або не доведений контроль над обома палатами (не включаючи штат Небраска); попередніх виборів 2010 року, було демократів, які контролювали обидві палати у 27 держав проти Республіканської партії, маючи тотальний контроль тільки в 14 державах, з восьми держав розділили і Небраска будучи безпартійним.

## Сила струму партії

### Геллап
Станом на жовтеньСтаном на пусто 2017, Геллап опитування виявили, що 31% американців визначили як демократ, 24% визначені як республіканські, і 42% як незалежні. Крім того, опитування показало, що 46% - це або "демократи чи демократичні викривленими" і 39% - як "республіканці або Республіканська викривленими", коли індивідуалки запитати: "ви схиляюся більше до Демократичної партії чи Республіканської партії?"
У 2014 році Інститутом Геллапа, показав, сімнадцять держав безпечно або покладатися Демократична, і п'ятнадцять держав безпечно або покладатися республіканець, з вісімнадцятьма державами класифіковані як "конкуренція між двома сторонами", чистий зсув однієї держави на боці республіканців з 2013 року. У лютому 2016 року, Геллап знайшов чотирнадцять держав безпечно або покладатися Демократична, і двадцять держав безпечно або покладатися республіканець, з шістнадцяти категорії "низьким", чистий демократ зниження восьми держав, щоб дати республіканцям шести державних інтересах. Це також перший раз у вісім років, що Геллап відстежує стан партійність, що було більше республіканців, ніж демократичних держав, а також розворот з Демократичної максимуми 2008 і 2009 року, або навіть більше, останні 2012.
| Кількість штатів США | Кількість штатів США | Кількість штатів США | Кількість штатів США | Кількість штатів США | Кількість штатів США |            |
| Рік                  | Тверді Дем           | Худий Дем            | Низьким              | Худий гоп            | Суцільний гоп        | Чистий Дем |
| -------------------- | -------------------- | -------------------- | -------------------- | -------------------- | -------------------- | ---------- |
| 2008                 | 29                   | 6                    | 10                   | 1                    | 4                    | +30        |
| 2009                 | 23                   | 10                   | 12                   | 1                    | 4                    | +28        |
| 2010                 | 13                   | 9                    | 18                   | 5                    | 5                    | +12        |
| 2011                 | 11                   | 7                    | 15                   | 7                    | 10                   | +1         |
| 2012                 | 13                   | 6                    | 19                   | 3                    | 9                    | +7         |
| 2013                 | 12                   | 5                    | 19                   | 2                    | 12                   | +3         |
| 2014                 | 11                   | 6                    | 18                   | 5                    | 10                   | +2         |
| 2015                 | 11                   | 3                    | 16                   | 8                    | 12                   | -6         |
| 2016                 | 13                   | 1                    | 15                   | 7                    | 14                   | -7         |

Раніше, Геллап зазначав, що "найбільший відхід від Демократичної партії в період між 2009 і 2010 роком, коли кількість держав з демократичним перевага зменшилася з 34 до 23". В той час, Геллап прийшов до висновку, що "президент Обама стикається з набагато менш сприятливих умовах, так як він прагне на другий термін на посту, що він зробив, коли він був обраний президентом". Там були менш значними, партизанський зрушення серед штатів США з 2011 року.

### Індекс готувати партизан для голосування (ПВІ)
Іншу метрику, щоб визначити, скільки держава схиляється до однієї чи іншої сторони-це готувати партизанські голосування індексу (ПВІ). Пвис готувати обчислюються шляхом порівняння звичайний стан-Демократична партія або поділитися Республіканської партії в двопартійної президентських виборах протягом останніх двох президентських виборів середня частка країни те ж саме. Пвис для держави за період 1994-2014 може використовуватися для відображення трендів штатів США до або від однієї або іншої сторони.

### Виборів і реєстрації виборців
У наступній таблиці показані всі штати США і які партії (Демократичної або Республіканської) їх губернаторів належать. Також зазначається, що партія більшості в законодавчих зборах Штатів' верхньої і нижньої палат, а також Сенат США представництва. Небраски законодавчої влади є однопалатний, тобто він має тільки одну Законодавчої палатою і офіційно безпартійний, але партії як і раніше має неофіційну вплив на законодавчий процес.
Найпростіші вимірювання партії Сила в змозі голосуючих населення розбивка на партії становить від його реєстрації виборців фігур (фігур, які легко можуть бути отримані з вебсайтів державних секретарів або поради виборах різних держав). Станом на 2014 рікСтаном на  2014, 28 штатів і округ Колумбія дозволяють зареєстрованих виборців вказати який-небудь партії при реєстрації для голосування; з 22 держав (в основному на півдні та Середньому Заході) не передбачають партійні уподобання виборців Реєстрація: Алабама, Арканзас, Джорджія, Гаваї, Айдахо, Іллінойс, Індіана, Мічиган, Міннесота, Міссісіпі, Міссурі, Монтана, Північна Дакота, Огайо, Південна Кароліна, Теннессі, Техас, Юта, Вермонт, Вірджинія, Вашингтон і Вісконсін. Партизанський пробою "демографія", наведених у таблиці нижче отримані від показників, які держави-учасника (з кінця 2014, коли це можливо), де зазначено. Тільки Вайомінг має більшість зареєстрованих виборців, які ідентифікують себе як республіканці, дві держави мають більшість зареєстрованих виборців, які ідентифікують себе як демократи: Меріленд і Кентуккі (починаючи з 2010 року, Луїзіані, Пенсільванії та Західній Вірджинії всі бачили своєю демократичною більшістю реєстрацій ковзання для всього демократичного-множинності).
Для тих держав, які не допускають до реєстрації партії, щорічного опитування Геллапа з партійної ідентифікації виборців держави є кращим показником сили партії в США. Партизанський цифри в таблиці нижче для 22 держав, які не реєструють виборців партії приходять з опитування компанії Gallup про партійної ідентифікації виборців з державної 2014.

### Таблиця статистики штаті учасника станом на січень 2019
| State             | 2016 Presidential Election | Governor   | State Senate                          | State House                           | Senior U.S. Senator | Junior U.S. Senator | U.S. House of Representatives | Partisan Split (as of 2014станом на 2014) |
| ----------------- | -------------------------- | ---------- | ------------------------------------- | ------------------------------------- | ------------------- | ------------------- | ----------------------------- | ----------------------------------------- |
| Алабама           | Republican                 | Republican | Republican 27-8                       | Republican 77-28                      | Republican          | Democratic          | Republican 6-1                | Republican 49-35(e)                       |
| Аляска            | Republican                 | Republican | Republican 13-7                       | Undetermined 23-16-1                  | Republican          | Republican          | Republican                    | Republican 26.7-13.8(d)                   |
| Аризона           | Republican                 | Republican | Republican 17-13                      | Republican 31-29                      | Republican          | Democratic          | Democratic 5-4                | Republican 34.4-28.9(d)                   |
| Арканзас          | Republican                 | Republican | Republican 26-9                       | Republican 75-25                      | Republican          | Republican          | Republican 4                  | Republican 44-37(e)                       |
| Каліфорнія        | Democratic                 | Democratic | Democratic 28-12                      | Democratic 57-23                      | Democratic          | Democratic          | Democratic 45-8               | Democratic 43.3-28.1(d)                   |
| Колорадо          | Democratic                 | Democratic | Democratic 19-16                      | Democratic 41-24                      | Democratic          | Republican          | Democratic 4-3                | Republican 32.9-30.9(d)                   |
| Коннектикут       | Democratic                 | Democratic | Democratic 24-12                      | Democratic 92-59                      | Democratic          | Democratic          | Democratic 5                  | Democratic 36.4-20.8(d)                   |
| Делавер           | Democratic                 | Democratic | Democratic 12-9                       | Democratic 26-15                      | Democratic          | Democratic          | Democratic                    | Democratic 47.5-28.0(d)                   |
| Флорида           | Republican                 | Republican | Republican 23-17                      | Republican 73-47                      | Republican          | Republican          | Republican 14-13              | Democratic 38.8-35.0(d)                   |
| Джорджія          | Republican                 | Republican | Republican 35-21                      | Republican 106-74                     | Republican          | Republican          | Republican 9-5                | Republican 43-39(e)                       |
| Гаваї             | Democratic                 | Democratic | Democratic 24-1                       | Democratic 46-5                       | Democratic          | Democratic          | Democratic 2                  | Democratic 49-35(e)                       |
| Айдахо            | Republican                 | Republican | Republican 27-7-1u                    | Republican 56-14                      | Republican          | Republican          | Republican 2                  | Republican 52-27(e)                       |
| Іллінойс          | Democratic                 | Democratic | Democratic 40-19                      | Democratic 74-44                      | Democratic          | Democratic          | Democratic 13-5               | Democratic 47-35(e)                       |
| Індіана           | Republican                 | Republican | Republican 40-10                      | Republican 67-33                      | Republican          | Republican          | Republican 7-2                | Republican 44-37(e)                       |
| Айова             | Republican                 | Republican | Republican 32-18                      | Republican 54-46                      | Republican          | Republican          | Democratic 3-1                | Republican 32.0-31.1(d)                   |
| Канзас            | Republican                 | Democratic | Republican 31-9                       | Republican 85-40                      | Republican          | Republican          | Republican 3-1                | Republican 44.1-24.3(d)                   |
| Кентуккі          | Republican                 | Republican | Republican 28-10                      | Republican 61-39                      | Republican          | Republican          | Republican 5-1                | Democratic 53.4-38.8(d)                   |
| Луїзіана          | Republican                 | Democratic | Republican 25-14                      | Republican 62-39-3(a)                 | Republican          | Republican          | Republican 5-1                | Democratic 46.8-27.7(d)                   |
| Мен               | Democratic                 | Democratic | Democratic 21-14                      | Democratic 89-57-5(a)                 | Republican          | Independent(a)      | Democratic 2                  | Democratic 31.9-27.1(d)                   |
| Меріленд          | Democratic                 | Republican | Democratic 32-15                      | Democratic 98-43                      | Democratic          | Democratic          | Democratic 7-1                | Democratic 54.9-25.7(d)                   |
| Массачусетс       | Democratic                 | Republican | Democratic 34-6                       | Democratic 127-32-1                   | Democratic          | Democratic          | Democratic 9-0                | Democratic 35.3-10.9(d)                   |
| Мічиган           | Republican                 | Democratic | Republican 22-16                      | Republican 58-52                      | Democratic          | Democratic          | Tied 7-7                      | Democratic 44-37(e)                       |
| Міннесота         | Democratic                 | Democratic | Republican 34-33                      | Democratic 75-59                      | Democratic          | Democratic          | Democratic 5-3                | Democratic 44-39(e)                       |
| Міссісіпі         | Republican                 | Republican | Republican 33-19                      | Republican 74-46-2v                   | Republican          | Republican          | Republican 3-1                | Republican 46-38(e)                       |
| Міссурі           | Republican                 | Republican | Republican 24-10                      | Republican 116-47                     | Republican          | Republican          | Republican 6-2                | Republican 44-39(e)                       |
| Монтана           | Republican                 | Democratic | Republican 31-19                      | Republican 58-42                      | Democratic          | Republican          | Republican                    | Republican 51-33(e)                       |
| Небраска          | Republican                 | Republican | Unicameral nonpartisan legislature(c) | Unicameral nonpartisan legislature(c) | Republican          | Republican          | Republican 3                  | Republican 48.3-30.9(d)                   |
| Невада            | Democratic                 | Democratic | Democratic 13-8                       | Democratic 29-13                      | Democratic          | Democratic          | Democratic 3-1                | Democratic 39.7-34.6(d)                   |
| Нью-Гемпшир       | Democratic                 | Republican | Democratic 14-10                      | Democratic 233-167                    | Democratic          | Democratic          | Democratic 2-0                | Republican 30.1-27.2                      |
| Нью-Джерсі        | Democratic                 | Democratic | Democratic 25-15                      | Democratic 54-26                      | Democratic          | Democratic          | Democratic 12-1               | Democratic 32.7-19.7(d)                   |
| Нью-Мексико       | Democratic                 | Democratic | Democratic 26-16                      | Democratic 45-23-2u                   | Democratic          | Democratic          | Democratic 3                  | Democratic 46.6-31.2(d)                   |
| Нью-Йорк          | Democratic                 | Democratic | Democratic 40-23                      | Democratic 107-43                     | Democratic          | Democratic          | Democratic 21-6               | Democratic 49.4-23.9(d)                   |
| Північна Кароліна | Republican                 | Democratic | Republican 29-21                      | Republican 65-55                      | Republican          | Republican          | Republican 10-3               | Democratic 41.7-30.4(d)                   |
| Північна Дакота   | Republican                 | Republican | Republican 37-10                      | Republican 79-15                      | Republican          | Republican          | Republican                    | Republican 47-36(e)                       |
| Огайо             | Republican                 | Republican | Republican 25-8                       | Republican 62-37                      | Democratic          | Republican          | Republican 12-4               | Republican 42-41(e)                       |
| Оклахома          | Republican                 | Republican | Republican 39-9                       | Republican 76-25                      | Republican          | Republican 4-1      | Republican 46.8-38.2(d)       |                                           |
| Орегон            | Democratic                 | Democratic | Democratic 18-11-1u                   | Democratic 38-22                      | Democratic          | Democratic          | Democratic 4-1                | Democratic 37.8-29.9(d)                   |
| Пенсільванія      | Republican                 | Democratic | Republican 28-21-1u                   | Republican 110-93                     | Democratic          | Republican          | Tied 9-9                      | Democratic 49.5-36.7(d)                   |
| Род-Айленд        | Democratic                 | Democratic | Democratic 33-5                       | Democratic 66-9                       | Democratic          | Democratic          | Democratic 2                  | Democratic 41.5-10.9(d)                   |
| Південна Кароліна | Republican                 | Republican | Republican 27-19                      | Republican 80-44                      | Republican          | Republican          | Republican 5-2                | Republican 44-39(e)                       |
| Південна Дакота   | Republican                 | Republican | Republican 30-5                       | Republican 59-11                      | Republican          | Republican          | Republican                    | Republican 46.2-33.8(d)                   |
| Теннессі          | Republican                 | Republican | Republican 28-5                       | Republican 73-26                      | Republican          | Republican          | Republican 7-2                | Republican 47-35(e)                       |
| Техас             | Republican                 | Republican | Republican 19-12                      | Republican 83-67                      | Republican          | Republican          | Republican 23-13              | Republican 41-37(e)                       |
| Юта               | Republican                 | Republican | Republican 23-6                       | Republican 58-17                      | Republican          | Republican          | Republican 3-1                | Republican 59-26(e)                       |
| Вермонт           | Democratic                 | Republican | Democratic 24-6                       | Democratic 95-42-13(a)                | Democratic          | Independent(a)      | Democratic                    | Democratic 47-31(e)                       |
| Вірджинія         | Democratic                 | Democratic | Republican 21-19                      | Republican 51-49                      | Democratic          | Democratic          | Democratic 7-4                | Republican 42-40(e)                       |
| Вашингтон         | Democratic                 | Democratic | Democratic 28-21                      | Democratic 56-42                      | Democratic          | Democratic          | Democratic 7-3                | Democratic 45-37(e)                       |
| Західна Вірджинія | Republican                 | Republican | Republican 20-14                      | Republican 59-41                      | Democratic          | Republican          | Republican 3                  | Democratic 49.4-28.9(d)                   |
| Вісконсин         | Republican                 | Democratic | Republican 19-14                      | Republican 64-35                      | Republican          | Democratic          | Republican 5-3                | Democratic 43-41(e)                       |
| Вайомінг          | Republican                 | Republican | Republican 27-3                       | Republican 50-9-1                     | Republican          | Republican          | Republican                    | Republican 66.7-19.8(d)                   |

| Підсумки                 | Підсумки                       | Підсумки                        | Підсумки               | Підсумки                       | Підсумки                             |
| Президент (2016)         | Сенат США (2018)               | Будинок США Представники (2018) | Губернатор (2018)      | Більшість у Сенат Штату (2018) | Більшість у Державний Будинок (2018) |
| ------------------------ | ------------------------------ | ------------------------------- | ---------------------- | ------------------------------ | ------------------------------------ |
| Республіканський 306-232 | Республіканський 52-47-2-1У(а) | Демократична 233-202            | Республіканський 27-23 | Республіканський 32-18         | Республіканський 30-19               |

(а) незалежними третіми особами. Незалежні, як правило, проведення нарад з різних сторін.
(б) вакансій.
(С) а Небраску законодавчий орган формально безпартійний більшість сенаторів-республіканців.
(д) зазначено партизанського розбиття чисел від реєстрації на партійних діячів ("активних" виборців, коли це застосовно) від цієї держави зареєстрований виборець статистики (кінець 2014 учасник Реєстрація цифри, представлені, коли це можливо).
(е) зазначені партизанського розбиття чисел від партії ідентифікації державних діячів за 2014 рік від Геллапа опитування (Примітка: Геллап цифри були округлені до двох значущих цифр на припущенні, що цифри з опитування є менш точними, ніж реєстрація на партійних діячів).
(ч.) партизани, які не проведення нарад з їх власної партії в палаті.

## Регіональної розбивки

Партійний контроль законодавчих зборів штатів і губернаторів як жовтняas of 11 October 2017
Full Democratic control
Full Republican control
Split control

Місцеві та регіональні політичні обставини часто впливають партійних сил.

### Державної влади
Наступний показник для губернаторів станом на січень 2018станом на  January 2018:
| Губернатор |
| ---------- |
|            |

Такі цифри для партійного контролю державної законодавчої палати станом на січень 2018станом на  January 2018:
| Сенат Штату | Державний Будинок |
| ----------- | ----------------- |
|             |                   |

### Результати президентських виборів та делегації Конгресу
Наведені нижче дані ґрунтуються на результатах 2016 президентських виборів:
| Президентські Вибори |
| -------------------- |
|                      |

Нижче наведено поточне положення в Сенаті США і в США на 115-й Конгрес:
| Сенат | Палата представників |
| ----- | -------------------- |
|       |                      |

## Демографія
| Партії США частка державних (2010)[джерело?] |
| -------------------------------------------- |
|                                              |

## Історичні сили партії
В наступній таблиці показано, скільки штатів перебували під контролем відвертих кожної сторони.
| Year | Democrats | Republicans | Split |
| ---- | --------- | ----------- | ----- |
| 1938 | 21        | 19          | 6     |
| 1940 | 21        | 17          | 8     |
| 1942 | 19        | 24          | 3     |
| 1944 | 19        | 24          | 3     |
| 1946 | 17        | 25          | 4     |
| 1948 | 19        | 16          | 11    |
| 1950 | 19        | 21          | 6     |
| 1952 | 16        | 26          | 4     |
| 1954 | 19        | 20          | 7     |
| 1956 | 22        | 19          | 5     |
| 1958 | 30        | 7           | 11    |
| 1960 | 27        | 15          | 6     |
| 1962 | 25        | 17          | 6     |
| 1964 | 32        | 6           | 10    |
| 1966 | 23        | 16          | 9     |
| 1968 | 20        | 20          | 8     |
| 1970 | 23        | 16          | 9     |
| 1972 | 26        | 16          | 7     |
| 1974 | 37        | 4           | 8     |
| 1976 | 35        | 4           | 10    |
| 1978 | 31        | 11          | 7     |
| 1980 | 29        | 15          | 5     |
| 1982 | 34        | 11          | 4     |
| 1984 | 26        | 11          | 12    |
| 1986 | 28        | 9           | 12    |
| 1988 | 29        | 8           | 12    |
| 1990 | 30        | 6           | 13    |
| 1992 | 25        | 8           | 16    |
| 1994 | 18        | 19          | 12    |
| 1996 | 20        | 18          | 11    |
| 1998 | 20        | 17          | 12    |
| 2000 | 16        | 18          | 15    |
| 2002 | 18        | 17          | 14    |
| 2003 | 16        | 21          | 12    |
| 2004 | 17        | 21          | 11    |
| 2005 | 20        | 20          | 9     |
| 2007 | 24        | 16          | 9     |
| 2008 | 23        | 15          | 12    |
| 2009 | 27        | 15          | 8     |
| 2010 | 27        | 15          | 8     |
| 2011 | 15        | 27          | 8     |
| 2012 | 15        | 29          | 6     |
| 2013 | 17        | 28          | 5     |
| 2014 | 17        | 28          | 5     |
| 2015 | 11        | 31          | 8     |
| 2016 | 11        | 31          | 8     |
| 2017 | 12        | 32          | 6     |
| 2018 | 13        | 32          | 5     |
| 2019 | 19        | 30          | 1     |

В наступній таблиці показано, скільки намісництва були контрольовані відверта кожної із сторін.
| Year | Democrats | Republicans | Independent |
| ---- | --------- | ----------- | ----------- |
| 1922 | 26        | 22          |             |
| 1923 | 27        | 21          |             |
| 1924 | 23        | 25          |             |
| 1926 | 20        | 28          |             |
| 1927 | 19        | 29          |             |
| 1928 | 16        | 32          |             |
| 1930 | 24        | 22          | 2           |
| 1931 | 26        | 20          | 2           |
| 1932 | 36        | 10          | 2           |
| 1934 | 37        | 9           | 2           |
| 1936 | 38        | 7           | 3           |
| 1937 | 39        | 6           | 3           |
| 1938 | 29        | 19          |             |
| 1940 | 28        | 20          |             |
| 1942 | 24        | 24          |             |
| 1943 | 22        | 26          |             |
| 1944 | 25        | 23          |             |
| 1946 | 23        | 25          |             |
| 1947 | 24        | 24          |             |
| 1948 | 28        | 20          |             |
| 1950 | 22        | 26          |             |
| 1952 | 18        | 30          |             |
| 1953 | 19        | 29          |             |
| 1954 | 27        | 21          |             |
| 1956 | 28        | 20          |             |
| 1958 | 35        | 15          |             |
| 1960 | 34        | 16          |             |
| 1962 | 34        | 16          |             |
| 1964 | 33        | 17          |             |
| 1966 | 25        | 25          |             |
| 1967 | 24        | 26          |             |
| 1968 | 19        | 31          |             |
| 1969 | 18        | 32          |             |
| 1970 | 29        | 21          |             |
| 1971 | 30        | 20          |             |
| 1972 | 31        | 19          |             |
| 1973 | 32        | 18          |             |
| 1974 | 36        | 13          | 1           |
| 1976 | 37        | 12          | 1           |
| 1978 | 32        | 18          |             |
| 1979 | 31        | 19          |             |
| 1980 | 27        | 23          |             |
| 1982 | 34        | 16          |             |
| 1983 | 35        | 15          |             |
| 1984 | 34        | 16          |             |
| 1986 | 26        | 24          |             |
| 1988 | 28        | 22          |             |
| 1989 | 29        | 21          |             |
| 1990 | 28        | 20          | 2           |
| 1992 | 30        | 18          | 2           |
| 1993 | 29        | 19          | 2           |
| 1994 | 19        | 30          | 1           |
| 1995 | 18        | 31          | 1           |
| 1996 | 17        | 32          | 1           |
| 1998 | 17        | 31          | 2           |
| 1999 | 18        | 30          | 2           |
| 2000 | 19        | 29          | 2           |
| 2001 | 21        | 27          | 2           |
| 2002 | 24        | 26          |             |
| 2004 | 22        | 28          |             |
| 2006 | 28        | 22          |             |
| 2008 | 29        | 21          |             |
| 2009 | 26        | 24          |             |
| 2010 | 26        | 23          | 1           |
| 2011 | 20        | 29          | 1           |
| 2012 | 20        | 29          | 1           |
| 2013 | 20        | 30          |             |
| 2014 | 21        | 29          |             |
| 2015 | 18        | 31          | 1           |
| 2016 | 18        | 31          | 1           |
| 2017 | 15        | 34          | 1           |
| 2018 | 16        | 33          | 1           |
| 2019 | 23        | 26          |             |

Наступна таблиця описує, як уряди багатьох штатів були повністю контролюється однією із сторін або спліт.
| Year | Democrats | Republicans | Split |
| ---- | --------- | ----------- | ----- |
| 1977 | 27        | 1           | 22    |
| 1978 | 27        | 1           | 22    |
| 1979 | 19        | 5           | 26    |
| 1980 | 18        | 5           | 27    |
| 1981 | 16        | 8           | 26    |
| 1982 | 16        | 8           | 26    |
| 1983 | 24        | 4           | 22    |
| 1984 | 24        | 4           | 22    |
| 1985 | 17        | 4           | 29    |
| 1986 | 17        | 4           | 29    |
| 1987 | 15        | 7           | 28    |
| 1988 | 14        | 6           | 30    |
| 1989 | 15        | 5           | 30    |
| 1990 | 16        | 5           | 29    |
| 1991 | 16        | 3           | 31    |
| 1992 | 15        | 3           | 32    |
| 1993 | 18        | 3           | 29    |
| 1994 | 16        | 4           | 30    |
| 1995 | 8         | 15          | 27    |
| 1996 | 6         | 14          | 30    |
| 1997 | 5         | 12          | 33    |
| 1998 | 5         | 13          | 32    |
| 1999 | 8         | 15          | 27    |
| 2000 | 9         | 16          | 25    |
| 2001 | 8         | 14          | 28    |
| 2002 | 9         | 12          | 29    |
| 2003 | 8         | 12          | 30    |
| 2004 | 8         | 12          | 30    |
| 2005 | 8         | 12          | 30    |
| 2006 | 8         | 12          | 30    |
| 2007 | 15        | 10          | 25    |
| 2008 | 14        | 10          | 26    |
| 2009 | 18        | 10          | 22    |
| 2010 | 17        | 10          | 23    |
| 2011 | 11        | 22          | 17    |
| 2012 | 11        | 24          | 15    |
| 2013 | 13        | 25          | 12    |
| 2014 | 13        | 24          | 13    |
| 2015 | 7         | 24          | 19    |
| 2016 | 7         | 23          | 20    |
| 2017 | 5         | 25          | 20    |
| 2018 | 7         | 25          | 18    |
| 2019 | 15        | 21          | 14    |

## См. також
- Порівняння держави урядів США
- Партизанських штатів Сполучених Штатів тенденція
- Підрозділи організації партії конгресів Штатів
- Президенти США і контроль над Конгресом
- Список виступів третіх осіб в США вибори